# USS Kentucky (BB-6)
L’USS Kentucky (BB-6) est un cuirassé Pré-Dreadnought de l'United States Navy de classe Kearsarge construit à partir de 1896 par Newport News Shipbuilding en Virginie est mise en service en 1900. Il est nommé d'après l'état du Kentucky. Sa quille est posée aux chantiers Newport News Shipbuilding de Virginie, le 30 juin 1896. Le navire est lancé le 24 mars 1898, parrainé par Mme Christine Bradley, fille du gouverneur du Kentucky, William O'Connell Bradley. Il entre en service le 15 mai 1900.